# Nagyrákos
Nagyrákos je vas na Madžarskem, ki upravno spada pod Kermendinsko okrožje Županije Vas.